# 都丸十九一
都丸 十九一（とまる とくいち、1917年7月15日 - 2000年3月21日）は日本の民俗学者。群馬県勢多郡北橘村出身。

## 略歴
民俗学研究、特に地史の分野で活躍し、地名を成り立ちから分類して自然地名・人文地名・修飾地名・新付地名という概念を打ち立てるなど、顕著な功績を残した。
1937年 群馬県師範学校卒業。
1941年 今井善一郎と勢多郡誌作成のために民俗調査を行う。
1946年 上毛民俗の会が発足し入会する。
1947年 民俗学研究所例会で柳田國男と出会う。
教師として、群馬県玉村町、高崎市、赤城村、北橘村、富士見村、黒保根村などの小中学校に勤務し、中学校長をつとめ1976年に退職。
1983年からは群馬大学教育学部非常勤講師を勤める（1986年まで）。
群馬県文化財保護審議会委員、北橘村・黒保根村の各文化財調査委員、群馬県史編纂委員会委員（専門委員会民俗部会長）、日本民俗学会評議員、群馬地名研究会会長などの要職を歴任した。
- 1982年 上毛出版文化賞特別賞
- 1988年 高橋元吉文化賞
- 1993年 地名研究賞
- 1998年 北橘村名誉村民（第一号）

## 主な著作・論文
- 「上州の風土と方言」上毛新聞社（2004）
- 「地名のふしぎ」（漫画ふるさと学習シリーズ）上毛新聞社（2000）
- 「群馬の食文化」上毛新聞社（2000）
- 「地名スケッチ赤城山西麓の地名」煥乎堂（1999）
- 「写真でつづる上州の民俗」未來社（1999）
- 「民俗学と教育」煥乎堂（1996）
- 「石堂という地名」地名談話室6（1995）
- 「群馬の祭りと年中行事」上毛新聞社（1995）
- 「赤城山民俗記」煥乎堂（1992）
- 「岩舟地蔵念仏について」群馬県史研究31（1990）
- 「神戦伝説の背景 －赤城山を中心として－」昔話と伝説　昔話－研究と資料－15
- 「赤城山女人入水伝説の背景」群馬県史研究26（1987）
- 「歳時と信仰の民俗」三弥井書店（1986）
- 「関東地方の住い習俗」明玄書房（1984）
- 「群馬県におけるタケ山の信仰行事」群馬県史研究15（1982）
- 「関東の祝事誕生・婚姻・年祝い」明玄書房（1978）
- 「上州の風土と方言」上毛新聞社（1977）
- 「県史としての民俗」群馬県史研究4（1976）
- 「上州におけるオミタマ様について」日本民俗学49（1967）
- 「信仰より玩具へ」日本民俗学27（1963）
- 「同族集団を支えるもの－北群馬郡上白井のマケの結合－」日本民俗学1（1958）